# 1984 en architecture
| Années de l'architecture : 1981 - 1982 - 1983 - 1984 - 1985 - 1986 - 1987    |
| Décennies de l'architecture : 1950 - 1960 - 1970 - 1980 - 1990 - 2000 - 2010 |

Cet article présente les faits marquants de l'année 1984 en architecture.

## Réalisations
- 12 janvier : inauguration du Zénith de Paris.
- 27 juin : inauguration du pont des Arts reconstruit « à l'identique » par Louis Arretche.
- Achèvement de la tour hertzienne TDF de Romainville aux Lilas, de Claude Vasconi.
- Construction de l'AT&T Building à New York par Philip Johnson, un exemple de synthèse postmoderne de gratte-ciel moderne et de décoration stylisée néoclassique.

## Récompenses
- Grand prix national de l'architecture : Edmond Lay.
- Prix Pritzker : Richard Meier.

## Naissances
- x

## Décès
- 1er mars : Hakon Ahlberg (° 10 juin 1891).
- 23 mars : Jean Prouvé (° 18 avril 1901).